# Louder (album de Lea Michele)
Pour les articles homonymes, voir Louder.
Albums de Lea Michele
Time To Heaven Forever
(2011)
Singles
1. Cannonball
Sortie : 10 décembre 2013
2. Battlefield
Sortie : 27 décembre 2013
3. Louder
Sortie : 13 janvier 2014
4. What Is Love?
Sortie : 27 janvier 2014
5. You're Mine
Sortie : 10 février 2014

Louder est le premier album studio solo de l'actrice et chanteuse américaine Lea Michele, sorti le 4 mars 2014. Il s'est écoulé à plus de 100 000 exemplaires dans le monde.

## Promotion
Le premier single, Cannonball, sort le 10 décembre 2013,. La liste des chansons est libérée le 8 décembre 2013 sur les réseaux sociaux de Lea Michele. Sa première performance live de Cannonball est sur le plateau du Ellen DeGeneres Show le 12 décembre 2013,. Elle interprète aussi la chanson en direct lors de la finale de la saison 3 de The X Factor USA le 19 décembre 2013.
Le 27 décembre 2013, une deuxième piste de l'album intitulé Battlefield sort sur le site de Just Jared (en). La chanson est ensuite libérée sur iTunes le 28 décembre. Le 13 janvier, la chanson Louder sort exclusivement sur le site Billboard, un jour avant sa sortie officielle sur iTunes, le 14 janvier 2014. Le 27 janvier, la chanson What Is Love? est disponible à l'écoute avant sa parution sur iTunes le lendemain. Même schéma pour l'avant-dernier single promotionnel, You're Mine, diffusé sur internet le 10 février et en vente le 11 février.

## Composition
Le single Cannonball a été écrit par Sia Furler. À l'origine, cette chanson n'a pas été conçu pour Lea Michele, elle lui a été présentée un mois après la mort de son petit ami et elle a eu une connexion instantanée avec les paroles. Sia Furler lui a donc donné la chanson, avant de co-écrire avec elle If You Say So. Elle a confirmé que deux titres de l'album, If You Say So et You're Mine, sont dédiées à Cory Monteith, son partenaire dans Glee et compagnon, qui est décédé en juillet 2013. Empty Handed a été écrite par la chanteuse américaine Christina Perri. Lea révèle également que Cue The Rain évoque une relation passée.

## Critiques
L'album a reçu des critiques mitigées, avec une moyenne de 47 sur Metacritic. La voix de Lea Michele a été félicitée, mais la production et les paroles ont été critiquées. Stephen Thomas Erlewine de AllMusic a donné à l'album 2.5 étoiles sur 5 disant de Lea que ce n'est pas une pop star et que c'était flagrant depuis son apparition dans Glee en tant que Rachel Berry en 2009 et c'est encore plus flagrant en 2014.

## Liste des pistes
| No  | Titre            | Auteur                                                                          | Producteur(s)                       | Durée |
| --- | ---------------- | ------------------------------------------------------------------------------- | ----------------------------------- | ----- |
| 1.  | Cannonball       | Sia Furler, Benny Blanco, Mikkel Storleer Eriksen, Tor Erik Hermansen           | Stargate                            | 3:35  |
| 2.  | On My Way (en)   | Ali Tamposi (en), Marcus Lomax, Clarence Coffee, Jordan Johnson, Stefan Johnson | The Monsters and the Strangerz (en) | 3:45  |
| 3.  | Burn With You    | Chantal Kreviazuk, Adam Messinger (en), Nasri Atweh (en), Nolan Lambroza (en)   | The Messengers (en), Sir Nolan      | 3:38  |
| 4.  | Battlefield      | Furler, Larry Goldings                                                          | Goldings                            | 4:18  |
| 5.  | You're Mine      | Furler, Chris Braide (en), John Barry, Leslie Bricusse                          | Braide                              | 3:38  |
| 6.  | Thousand Needles | Tove Lo, Ali Payami                                                             | Lo, Payami                          | 3:24  |
| 7.  | Louder           | Jaden Michaels (arz), Anne Preven (en), Colin Munroe                            | Munroe                              | 3:50  |
| 8.  | Cue the Rain     | Lea Michele, Preven, Felicia Barton (en), Matthew Radosevich                    | Matt Rad (en)                       | 3:59  |
| 9.  | Don't Let Go     | Preven, Barton, Radosevich                                                      | Rad                                 | 3:16  |
| 10. | Empty Handed     | Christina Perri, John Shanks (en), David Hodges                                 | Shanks, Hodges                      | 4:51  |
| 11. | If You Say So    | Michele, Furler, Braide                                                         | Braide                              | 4:15  |

| 12. | What Is Love |  | 3:25 |
| 13. | Gone Tonight |  | 3:25 |
| 14. | The Bells    |  | 3:44 |